# Sollentuna distrikt
Sollentuna distrikt är det enda distriktet i Sollentuna kommun i Stockholms län. Distriktet som befolkningsmässigt är Upplands största och Sveriges näst största ligger omkring Sollentuna centrum i södra Uppland. 

## Tidigare administrativ tillhörighet
Distriktet inrättades 2016 och utgörs ungefär av socknen Sollentuna i Sollentuna kommun
Området motsvarar den omfattning Sollentuna församling hade 1999/2000. Distriktets omfattning är identiskt med kommunens bortsett från gränsjusteringar som skett efter 2000.

### Noter

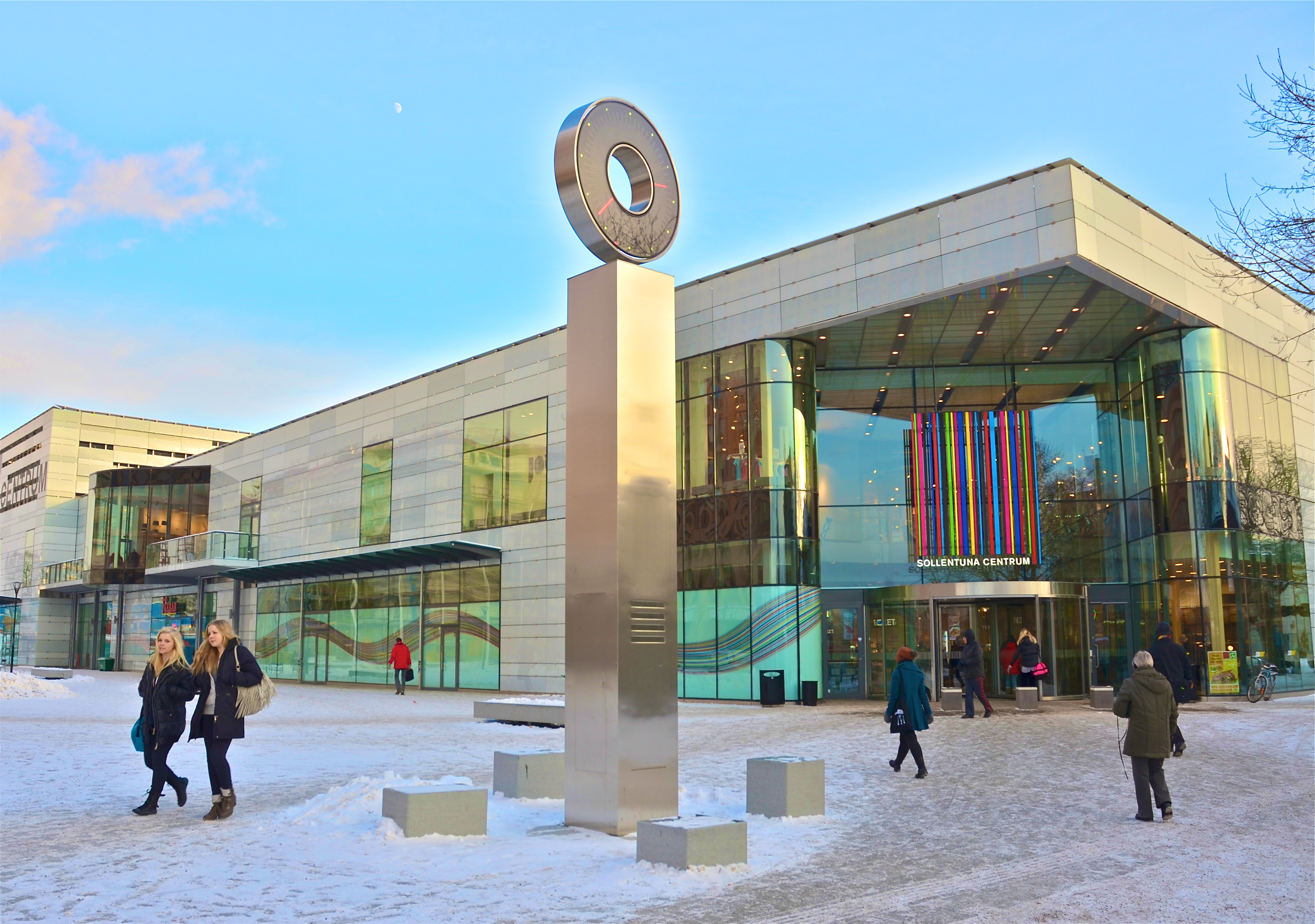
Sollentuna centrum.